# Starkomyia inexpecta
Starkomyia inexpecta är en tvåvingeart som beskrevs av Jaschhof 2004. Starkomyia inexpecta ingår i släktet Starkomyia, ordningen tvåvingar, klassen egentliga insekter, fylumet leddjur och riket djur. Inga underarter finns listade i Catalogue of Life.